# Gaetano Nave
Gaetano Almorò Nave (Maserada sul Piave, 1787 – Treviso, 1861) è stato un compositore e organista italiano.

## Biografia
Di Gaetano Almorò Nave, nato nel 1787 a Maserada (oggi Maserada sul Piave) e allievo di Niccolò Moretti, vi sono poche notizie. È certo che attorno al 1827 fu organista della basilica trevigiana di Santa Maria Maggiore, dove, circa cinquant'anni prima, Gaetano Callido aveva collocato un proprio strumento (sul quale Nave compose gran parte dei suoi lavori).
Nove anni più tardi figurava col medesimo incarico a Paese, lì dove suonava anche Francesco Dacci. A Treviso, ancora verso gli anni cinquanta, frequentò la locale Società Filodrammatica, presentandovi elaborate sinfonie per orchestra e variazioni per pianoforte. La sua produzione di musica sacra e strumentale (scomparsa nella Biblioteca Capitolare, ma conservata nella Civica, a Venezia e nel fondo Sartori) riprende la lezione morettiana con qualche effettistica più marcata.